# Микротехнология
Микротехнология е технология за изработка на структури и цели устройства с размери от порядъка на микрон и по-малки. При структури с размери под 100 нанометра се говори за нанотехнология. Технологичните процеси са използвани основно за производство на интегрални схеми, но през последните няколко десетилетия тези производствени методи започват да се използват за призводство на микроелектромеханични системи, аналитични микросхеми (английски: lab-on-a-chip (LOC)), производство на твърди дискове, слънчеви панели и други.

## История на развитие и области на използване
Микротехнологията е свързана исторически с развитието на планарните технологии за производство на полупроводници. Развитието им е свързано с непрекъснато увеличаващата се плътност на елементите, което се постига с миниатюризация. За тази цел се използват постиженията на различни области на науката като: физика, химия, материалознание, информатика, вакуумна техника, галваника и други. Основните процеси на микротехнологията са:
- фотолитография
- легиране
- нанасяне на тънки слоеве (разпрашване и вакуумно изпарение)
- ецване
- метализация
- полиране.

Микротехнологията има за цел да създава и интегрира миниатюрни механични, оптични или биохимични компоненти. С нейните методи се създават триизмерни микроструктури (за разлика от планарните технологии), които изпълняват механични функции като: изпълнителни устройства, помпи, двигатели и други. Може да се говори за миниатюризация на известни и добре изучени механични системи, но също така и за съществено подобрени системи или напълно нови системи, които не са реализирани никога преди това.
Поради малките размери на микроструктурите е необходимо производството им да бъде извършвано основно в чисти стаи, за да се избегнат прашинките, които нормално се намират във въздуха

## Елементи, реализирани с микротехнология
Следните елементи се реализират при микротехнологиите:
- Електроника
  - Жица
  - резистор
  - транзистор
  - електронна лампа
  - диод
  - сензор
  - кондензатор
- машини
  - електрически двигатели
  - зъбни колела
  - Лост
  - Лагери
  - Панта
- Пневмоника
  - Помпа
  - Турбина